# Jabłków
Jabłków is een plaats in het Poolse district  Koniński, woiwodschap Groot-Polen. De plaats maakt deel uit van de gemeente Kramsk en telt 220 inwoners.